# Bartomeu Vidal Pons
Bartomeu Vidal Pons (Palma, 1961) és un advocat i polític mallorquí que fou Conseller de Cultura del Govern Balear entre el 30 de setembre del 1992 i el 10 de febrer del 1993, sota la presidència de Gabriel Cañellas (PPIB).
El 1983 s'incorporà a Unió Mallorquina i hi milità fins a la seva destitució com a conseller. Després, s'afilià al Partit Popular. Jaume Matas el designà el 1995 secretari tècnic de l'Euroregió Pirineus Mediterrània. Fou destituït el 12 de juliol de 2007 en perdre les eleccions el PP.
Des del 13 d'agost de 2009 fou el president del Reial Mallorca, càrrec que ocupà fins al 20 de maig del 2010, quan fou substituït per Miquel Vaquer.